# Saprinus confalonierii
Saprinus confalonierii är en skalbaggsart som beskrevs av G. Müller 1933. Saprinus confalonierii ingår i släktet Saprinus och familjen stumpbaggar. Inga underarter finns listade i Catalogue of Life.